# Barbora Hermannová
Barbora Hermannová (7 de novembro de 1990) é uma jogadora de vôlei de praia checa.

## Carreira
Nos Jogos Olímpicos de Verão de 2016 ela representou  seu país ao lado de Markéta Sluková, caindo na repescagem.
Na edição do FIVB World Tour Finals de 2018 realizado em Hamburgo conquistaram a medalha de prata ao lado de Markéta Sluková e foram a dupla vice-campeã de todo Circuito Mundial de 2018.
Em 2022 disputou o Campeonato Mundial de Roma ao lado de Marie-Sára Štochlová.

## Títulos e resultados
- Future de Brno do Circuito Mundial de Vôlei de Praia de 2023